# Лялин, Александр Павлович
Алекса́ндр Па́влович Ля́лин (1802—1862) — русский медальер, академик и профессор медальерных искусств Императорской Академии художеств.

## Биография
Его отец, Павел Александрович Лялин, тоже медальер, определил сына в 1813 году в воспитанники Императорской Академии художеств. Здесь молодой Лялин имел главным наставником по части лепки и резьбы медальных штемпелей графа Ф. П. Толстого. Окончил академический курс в 1824 году с малой золотой медалью и званием художника XIV класса, поступил на службу при Санкт-Петербургском монетном дворе медальером.

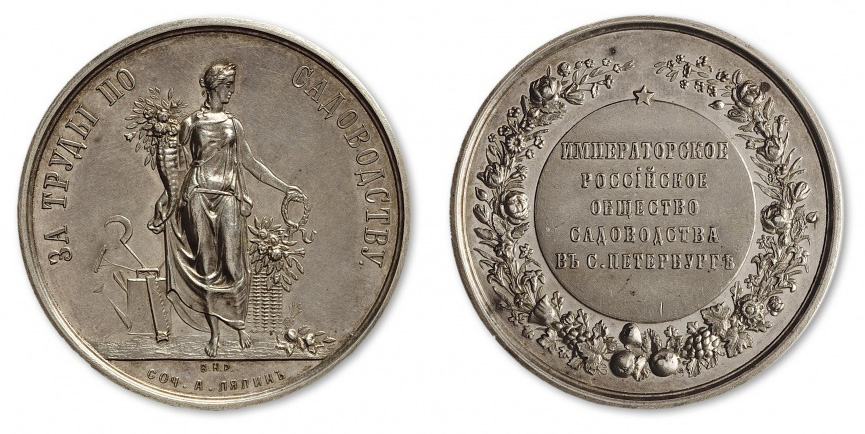
Серебряная медаль работы Лялина

В 1834 году, за вылепленный из воска и воспроизведенный в стальном штемпеле медальон «Милон Кротонский, терзаемый львом», был возведён в звание академика. Откомандирован для исполнения, по моделям графа Толстого, медалей на сюжеты сражений Отечественной войны и заграничных походов, персидской и турецкой кампаний, медали «За усмирение Венгрии и Трансильвании».
В 1851 году он был на службе на монетном дворе, но вышел в главные медальеры, а в следующем затем году принял на себя преподавание медальерного искусства в классах академии художеств, которая в 1853 году возвела его в звание профессора, как мастера, уже заслужившего известность своими предшествующими трудами.
Всех штемпелей для медалей исполнено Лялиным более семидесяти. Из его работ, произведённых самостоятельно, по собственным проектам, особенно удачны медали: на открытие триумфальных ворот у Нарвской заставы в Санкт-Петербурге, на закладку Пулковской астрономической обсерватории, в память Черткова и на юбилеи Загорского, Рюля, Буша, барона Виллье, Н. Уткина и князя С. М. Голицына.
А. П. Лялин был автором бронзовой, серебряной и золотой медалей для Императорского российского общества садоводства.

## Адреса
В 1840-х годах П. А. Лялин жил в доме, принадлежавшем протоиерею И. С. Кочетову, на углу Большого проспекта П. С. и Покровской улицы.